# Senotainia dubiosa
Senotainia dubiosa är en tvåvingeart som beskrevs av Zumpt 1961. Senotainia dubiosa ingår i släktet Senotainia och familjen köttflugor. Inga underarter finns listade i Catalogue of Life.